# Gerardus Majellakerk (Stal)

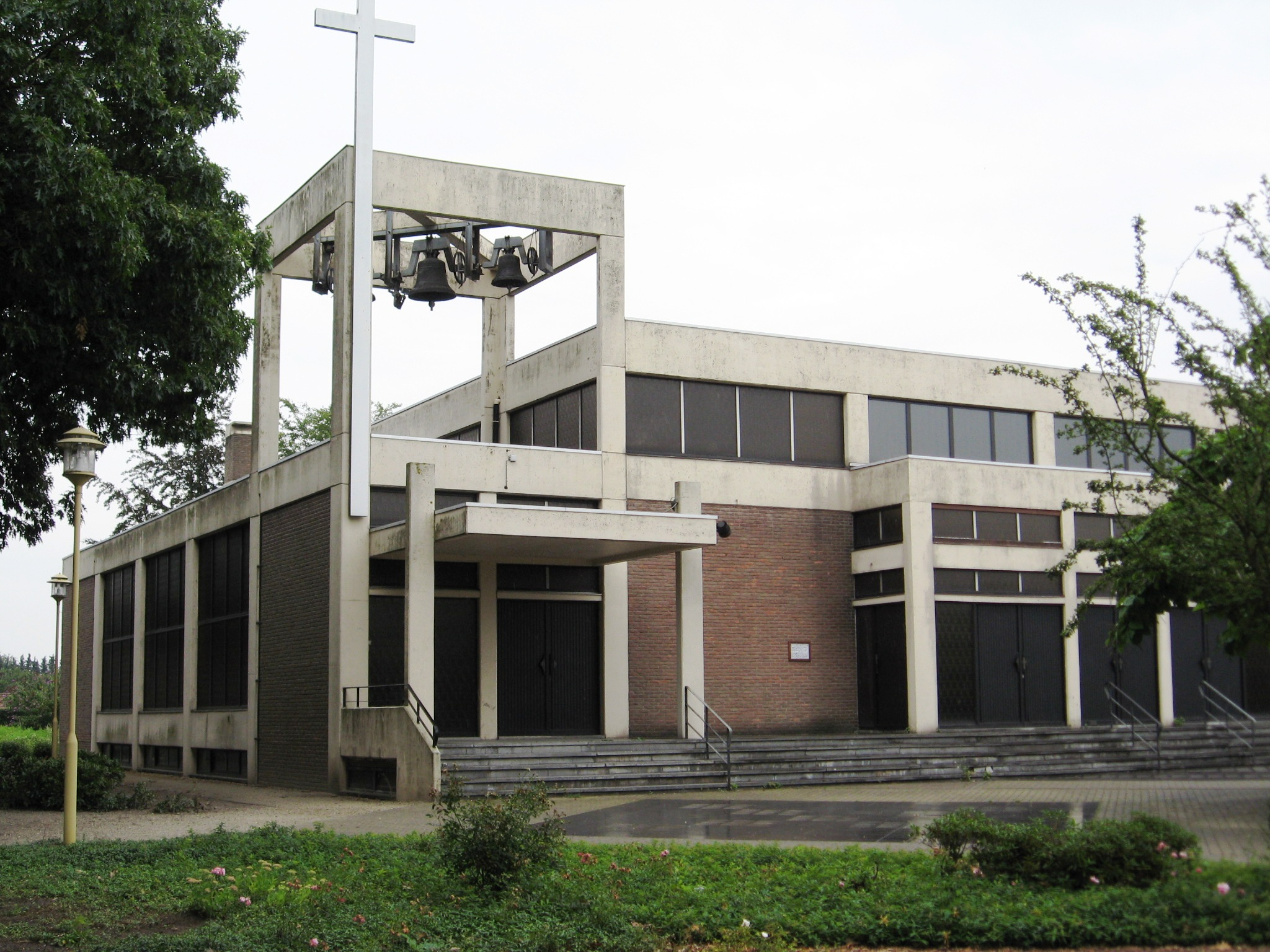
Gerardus Majellakerk

De Gerardus Majellakerk is de parochiekerk van de buurtschap Stal bij Koersel, gelegen aan de Heerbaan 201, in de Belgische provincie Limburg.

## Geschiedenis
Nadat in 1907 was begonnen met de aanleg van de Steenkoolmijn van Beringen begon de bevolking in nabijgelegen plaatsen toe te nemen. Op 14 november 1908 werd in Stal een parochie opgericht die zich afsplitste van Koersel.
Op 17 oktober 1910 werd een parochiekerk ingewijd in neoromaanse stijl. Deze kerk werd echter beschadigd door verzakkingen ten gevolge van instortende mijngangen. In 1976 werd ze buiten gebruik gesteld en in 1982 gesloopt.
Op 11 december 1976 werd een nieuwe kerk ingewijd, gebouwd in modernistische stijl en gelegen aan de Heerbaan tegenover de voormalige kerk. Het is een betonnen skeletbouw, ingevuld met baksteen. De kerk heeft een lage rechthoekige toren, bestaande uit een open betonskelet waarin klokken hangen. Tegenwoordig is de parochie van Stal onderdeel van een parochiefederatie waarvan ook Koersel en Korspel deel uitmaken.